# Харди, Уильям Бейт
Сэр Уильям Бейт Харди (англ. William Bate Hardy; 6 апреля 1864, Эрдингтон пригород Бирмингема — 23 января 1934, Кембридж) — британский биолог, педагог, профессор Кембриджского университета. Член Лондонского королевского общества (1902).

## Биография
Образование получил в Фрамлингемском колледже и Колледже Гонвилл-энд-Киз Кембриджского университета (1888), где после окончания получил стипендию Шаттлворта, а в 1900 году стал лауреатом премии Терстона. В 1892 году он стал научным сотрудником своего колледжа, затем преподавателем физиологии. Интересовался также гистологией, проводил исследования в этой области и между 1892 и 1898 годами опубликовал одиннадцать статей о морфологии, поведении и функциях лейкоцитов ракообразных, амфибий и млекопитающих.
После открытия в 1882 году И. И. Мечниковым фагоцитоза Харди внёс большой вклад в познание этого феномена и среди многих интересных фактов продемонстрировал существование «взрывных» телец в крови ракообразных.
Читал лекции в Кембриджском университете, стал там профессором.
В 1920 году Харди в сотрудничестве с Уолтером Морли Флетчером убедил попечителей наследства сэра Уильяма Данна использовать деньги для исследований в области биохимии и патологии.
Специалист в области коллоидной химии. Его имя носит ныне Правило Шульце-Харди (Правило значности валентности Шульце-Харди). Харди в своё время предложил Эрнесту Генри Старлингу термин «гормон» (1905).
В 1930 году стал почётным членом Эдинбургского королевского общества.

## Награды
- 1905: Крунианская лекция
- 1916: Медаль и премия Фарадея
- 1925: Бейкеровская лекция
- 1925: Посвящён в рыцари
- 1926: Королевская медаль
- 1928: Премия за общий прогресс в исследовании коллоидов им. Лауры Леонард